# Daly's 63rd Street Theatre
Il Daly's 63rd Street Theatre è stato un teatro di Broadway, attivo dal 1921 al 1941. Fu costruito nel 1914 come 63rd Street Music Hall e ebbe molti altri nomi tra il 1921 e il 1938. L'edificio fu demolito nel 1957.

## Storia
L'edificio che successivamente ospitò il teatro fu originariamente progettato dall'architetto Thomas W. Lamb per la società per azioni Davenport. La costruzione iniziò nel 1909, ma in seguito a problemi finanziari fu bloccata. L'architetto Erwin Rossbach fu successivamente incaricato dall'Association of Bible Students di completare la struttura. L'organizzazione intendeva che servisse per conferenze religiose e per la proiezione di film biblici. Fu completato nel 1914 e chiamato 63rd Street Music Hall. A partire dal 1919 fece le funzioni di cinema per bambini.
Il 31 gennaio 1921 nell'edificio fu inaugurato il Cort 63rd Street Theatre. Nel 1922, il teatro fu ribattezzato Daly's 63rd Street Theatre, in onore di Augustin Daly.  Il nome del teatro fu cambiato più volte: nel 1928 divenne Coburn Theatre e nel 1932 fu ribattezzato Recital Theatre, per poi diventare Park Lane Theatre diversi mesi dopo. Dal 1934 al 1936 fu conosciuto come Gilmore's 63rd Street Theatre, e successivamente come Experimental Theatre. Dal 1938 fino alla sua chiusura nel 1941, tornò ad essere il Daly's 63rd Street Theatre. L'edificio fu demolito nel 1957. 
La prima produzione teatrale nel 1921 fu la prima di Shuffle Along, la rivista musicale di successo di Flournoy Miller, Aubrey Lyles, Noble Sissle ed Eubie Blake.  Altre prime degne di nota furono Sex di Mae West nel febbraio 1926  e la versione in lingua inglese di Professor Mamlock di Friedrich Wolf nel 1937.